# Christian Pulisic
Christian Mate Pulisic (en croate : Christian Mate Pulišić), né le 18 septembre 1998 à Hershey en Pennsylvanie, est un footballeur international américain qui joue au poste d'ailier à l'AC Milan. Il possède également la nationalité croate.

## Biographie

### Jeunesse
Christian Mate Pulisic est né le 18 septembre 1998 à Hershey, en Pennsylvanie. Son grand-père paternel est  croate.
À l'âge de sept ans, il part vivre avec ses parents en Angleterre durant un an. Durant cette année, il rejoint l'équipe de jeunes du Brackley Town FC.
Il retourne aux États-Unis l'année suivante.

### Carrière de joueur

#### En jeunes (2012-2015)
Pulisic est appelé en 2012 pour représenter l'équipe des États-Unis des moins de 15 ans. Il rejoint peu de temps après l'équipe des moins de 17 ans. Il participe notamment à la Coupe du monde des moins de 17 ans 2015 au Chili. Son cousin Will Pulisic, qui évolue au poste de gardien, fait également partie de l'effectif. Pulisic inscrit un but durant le tournoi mais ne peut empêcher les États-Unis d'être éliminés en phases de poules. Le jeune espoir marque à vingt-huit reprises en 34 matchs.
Après avoir brillé lors de compétitions de jeunes avec son club des PA Classics et suscité l'intérêt de clubs européens tels que le Paris Saint-Germain ou le Liverpool FC, il intègre finalement le centre de formation du Borussia Dortmund en 2015, alors qu'il est âgé de seize ans.

#### Borussia Dortmund (2016-2019)
Le 30 janvier 2016, Pulisic fait ses débuts en Bundesliga face au club d'Ingolstadt. Il entre en jeu à la place de Adrián Ramos et son équipe s'impose par deux buts à zéro ce jour-là. Il marque son premier but le 17 avril 2016, lors d'une rencontre de championnat face au Hambourg SV (victoire 3-0 de Dortmund).

#### Chelsea FC (2019-2023)
Le 2 janvier 2019, lors du mercato hivernal, Pulisic est transféré à Chelsea pour la somme de 64 millions d'euros. Il reste cependant à Dortmund en prêt jusqu’au mercato d’été.
Il rejoint Chelsea durant l'été 2019 quelques jours après avoir joué la finale de la Gold Cup avec sa sélection.
Il dispute son premier match avec les Blues le 11 août à l'occasion de la première journée de Premier League. Il entre en jeu à la 58e minute à la place de Ross Barkley mais ne peut empêcher le naufrage de son équipe qui s'incline 4-0. Trois jours plus tard, il est titulaire lors de la Supercoupe de l'UEFA que Chelsea, vainqueur de la Ligue Europa, dispute face à Liverpool, tenant du titre en Ligue des champions. Il délivre une passe décisive pour l'ouverture du score d'Olivier Giroud mais Chelsea s'incline finalement aux tirs au but.
Après des débuts compliqués, Pulisic commence à prendre ses marques à partir du mois d'octobre, délivrant notamment une passe décisive à Michy Batshuayi en toute fin de rencontre contre l'Ajax Amsterdam. Le 26 octobre 2019, il est titulaire lors de la rencontre face à Burnley. Il réalise une performance de très haute volée en inscrivant un triplé. Cette performance lui permet de gagner la confiance de son entraineur, Frank Lampard, qui l'installe dans le onze titulaire de l'équipe. Début 2020, il se blesse et ne revient à la compétition qu'au mois de juin, lors de la reprise du championnat après l'interruption due à la pandémie de Covid-19. Alors que les Blues sont à la lutte pour accrocher une qualification en Ligue des champions, Pulisic réalise des performances de très haute qualité, devenant un des leaders techniques de l'équipe. Début août, il dispute la finale de la FA Cup avec Chelsea. Buteur pour son équipe, il se blesse en seconde période et est contraint de voir son équipe perdre la rencontre depuis les tribunes. Il termine sa première saison en Angleterre avec onze buts et dix passes décisives.
En septembre 2020, Chelsea décide de lui attribuer le numéro 10 de l'équipe à la suite du départ de Willian.
Régulièrement blessé, Pulisic a toutefois du mal a retrouver son meilleur niveau et à confirmer son excellente première saison. Il manque ainsi beaucoup de rencontres durant la première partie de saison et ne peut aider son équipe, dont les performances chutent à partir du mois de décembre. Le 25 janvier 2021, Lampard est démis de ses fonctions d'entraineur et est remplacé par Thomas Tuchel, qui avait donné ses débuts à Pulisic au Borussia Dortmund. Il est élu homme du match lors du quart-de-finale aller de Ligue des champions que Chelsea dispute face au FC Porto. Le 27 avril 2021, Pulisic ouvre le score contre le Real Madrid (1-1) et devient le premier joueur américain à marquer dans une demi-finale de la Ligue des champions de l'UEFA[réf. nécessaire].
Le 29 mai 2021, il remporte la Ligue des champions après le succès de Chelsea face à Manchester City. Le 11 août, il soulève la Supercoupe de l'UEFA et en février 2022, il remporte la Coupe du monde des clubs.

#### AC Milan (2023-)
Le 13 juillet 2023, l'AC Milan annonce la signature de Christian Pulisic avec un contrat le liant au club italien jusqu'en 2027.
Titulaire habituel dans le club rossonero, il est élu Joueur du mois de la Serie A en décembre 2023.

#### En sélection nationale
Avec les moins de 17 ans, il dispute la Coupe du monde des moins de 17 ans 2015 organisée au Chili. Lors de cette compétition, il joue trois matchs, contre le Nigeria, la Croatie, et le Chili. Il se distingue contre les joueurs croates en inscrivant un but et en délivrant une passe décisive.
Pulisic honore sa première sélection pour les États-Unis en remplaçant Graham Zusi contre le Guatemala le 29 mars 2016. Il marque son premier but international contre la Bolivie pour une victoire 4-0 en match amical au mois de mai 2016. Bien que n'étant pas titulaire à Dortmund, Pulisic est convoqué par Jürgen Klinsmann en marge de la Copa América Centenario. Il n'est que remplaçant mais participe à trois rencontres durant la compétition. Les Yanks parviennent à se hisser en demi-finales de la Copa mais se heurtent à l'Argentine menée par Lionel Messi qui remporte aisément la rencontre 4-0.
Après s'être concentré exclusivement sur son club à partir d'octobre 2017 et un match perdu contre Trinité-et-Tobago (2-1), Christian Pulisic effectue son retour en équipe nationale à l'occasion du match contre la Bolivie le 28 mai 2018.
Le 9 novembre 2022, il est sélectionné par Gregg Berhalter pour participer à la Coupe du monde 2022.

## Distinctions personnelles
- Plus jeune joueur non-allemand à marquer un but dans le championnat d'Allemagne[19]
- Plus jeune joueur des États-Unis à participer à un match de qualification pour la Coupe du monde[20]
- Plus jeune joueur à marquer un but pour l'équipe des États-Unis[21]
- Plus jeune buteur pour les États-Unis lors d'un match de qualification pour la Coupe du monde[22]
- Second du trophée Kopa 2018 qui récompense le meilleur footballeur mondial de moins de 21 ans
- Joueur américain de l'année en 2017, 2019, 2021 et 2023[23]
- Membre de l'équipe-type de la phase finale de la Ligue des nations en 2021

## Statistiques

### Statistiques détaillées
| Saison                | Club                  | Championnat           | Championnat | Championnat | Championnat | Coupe nationale | Coupe nationale | Coupe nationale | Coupe de la Ligue | Coupe de la Ligue | Coupe de la Ligue | Supercoupe | Supercoupe | Supercoupe | Compétition(s) continentale(s) | Compétition(s) continentale(s) | Compétition(s) continentale(s) | Compétition(s) continentale(s) | Supercoupe UEFA | Supercoupe UEFA | Supercoupe UEFA | Coupe du monde des clubs | Coupe du monde des clubs | Coupe du monde des clubs | États-Unis | États-Unis | États-Unis | Total | Total | Total |
| Saison                | Club                  | Division              | M.          | B.          | P.d.        | M.              | B.              | P.d.            | M.                | B.                | P.d.              | M.         | B.         | P.d.       | Comp.                          | M.                             | B.                             | P.d.                           | M.              | B.              | P.d.            | M.                       | B.                       | P.d.                     | M.         | B.         | P.d.       | M.    | B.    | P.d.  |
| 2015-2016             | Borussia Dortmund     | Bundesliga            | 9           | 2           | 0           | -               | -               | -               | -                 | -                 | -                 | -          | -          | -          | C3                             | 3                              | 0                              | 0                              | -               | -               | -               | -                        | -                        | -                        | 6          | 1          | 0          | 18    | 3     | 0     |
| 2016-2017             | Borussia Dortmund     | Bundesliga            | 29          | 3           | 8           | 4               | 1               | 2               | -                 | -                 | -                 | -          | -          | -          | C1                             | 10                             | 1                              | 3                              | -               | -               | -               | -                        | -                        | -                        | 10         | 6          | 4          | 53    | 11    | 17    |
| 2017-2018             | Borussia Dortmund     | Bundesliga            | 32          | 4           | 6           | 1               | 0               | 0               | -                 | -                 | -                 | 1          | 1          | 0          | C1+C3                          | 5+3                            | 0+0                            | 0+1                            | -               | -               | -               | -                        | -                        | -                        | 5          | 2          | 1          | 47    | 7     | 8     |
| 2018-2019             | Borussia Dortmund     | Bundesliga            | 20          | 4           | 3           | 3               | 2               | 2               | -                 | -                 | -                 | -          | -          | -          | C1                             | 7                              | 1                              | 0                              | -               | -               | -               | -                        | -                        | -                        | 10         | 4          | 3          | 40    | 11    | 8     |
| Sous-total            | Sous-total            | Sous-total            | 90          | 13          | 17          | 8               | 3               | 4               | -                 | -                 | -                 | 1          | 1          | 0          | -                              | 28                             | 2                              | 4                              | -               | -               | -               | -                        | -                        | -                        | 31         | 13         | 8          | 158   | 32    | 33    |
| 2019-2020             | Chelsea FC            | Premier League        | 25          | 9           | 6           | 2               | 1               | 0               | 2                 | 0                 | 1                 | -          | -          | -          | C1                             | 4                              | 1                              | 2                              | 1               | 0               | 1               | -                        | -                        | -                        | 3          | 1          | 0          | 37    | 12    | 10    |
| 2020-2021             | Chelsea FC            | Premier League        | 27          | 4           | 2           | 6               | 0               | 0               | -                 | -                 | -                 | -          | -          | -          | C1                             | 10                             | 2                              | 2                              | -               | -               | -               | -                        | -                        | -                        | 4          | 2          | -          | 47    | 8     | 4     |
| 2021-2022             | Chelsea FC            | Premier League        | 22          | 6           | 2           | 4               | 0               | 1               | 3                 | 0                 | 0                 | -          | -          | -          | C1                             | 7                              | 2                              | 1                              | 1               | 0               | 0               | 1                        | 0                        | 0                        | 13         | 5          | 1          | 51    | 13    | 5     |
| 2022-2023             | Chelsea FC            | Premier League        | 24          | 1           | 1           | -               | -               | -               | 1                 | 0                 | 0                 | -          | -          | -          | C1                             | 5                              | 0                              | 1                              | -               | -               | -               | -                        | -                        | -                        | 9          | 4          | 2          | 39    | 5     | 4     |
| Sous-total            | Sous-total            | Sous-total            | 98          | 20          | 11          | 12              | 1               | 1               | 6                 | 0                 | 1                 | -          | -          | -          | -                              | 26                             | 5                              | 6                              | 2               | 0               | 1               | 1                        | 0                        | 0                        | 29         | 12         | 3          | 174   | 38    | 23    |
| 2023-2024             | AC Milan              | Série A               | 36          | 12          | 8           | 2               | 0               | 1               | -                 | -                 | -                 | -          | -          | -          | C1+C3                          | 6+6                            | 1+2                            | 0+1                            | -               | -               | -               | -                        | -                        | -                        | 11         | 5          | 1          | 61    | 20    | 11    |
| 2024-2025             | AC Milan              | Série A               | 34          | 11          | 9           | 5               | 0               | 0               | -                 | -                 | -                 | 2          | 2          | 0          | C1                             | 9                              | 4                              | 1                              | -               | -               | -               | -                        | -                        | -                        | 7          | 2          | 2          | 57    | 19    | 12    |
| 2025-2026             | AC Milan              | Série A               | 0           | 0           | 0           | 1               | 1               | 0               | -                 | -                 | -                 | 0          | 0          | 0          | -                              | -                              | -                              | -                              | -               | -               | -               | -                        | -                        | -                        | 0          | 0          | 0          | 1     | 1     | 0     |
| Sous-total            | Sous-total            | Sous-total            | 70          | 23          | 18          | 8               | 1               | 0               | -                 | -                 | -                 | 2          | 2          | 0          | -                              | 21                             | 7                              | 2                              | -               | -               | -               | -                        | -                        | -                        | 18         | 7          | 3          | 119   | 40    | 23    |
| Total sur la carrière | Total sur la carrière | Total sur la carrière | 258         | 56          | 46          | 28              | 5               | 6               | 6                 | 0                 | 1                 | 3          | 3          | 0          | -                              | 75                             | 14                             | 12                             | 2               | 0               | 1               | 1                        | 0                        | 0                        | 78         | 32         | 14         | 451   | 110   | 80    |

### Buts internationaux
| 0 | Sél. | Date             | Lieu                                                           | Adversaire                      | Résultat | Compétition                       | Détail | Détail        | Détail |
| - | ---- | ---------------- | -------------------------------------------------------------- | ------------------------------- | -------- | --------------------------------- | ------ | ------------- | ------ |
| 1 | 3    | 28 mai 2016      | Children's Mercy Park, Kansas, États-Unis                      | Bolivie                         | 4-0      | Match amical                      | 69e    | du pied droit | 0-4    |
| 2 | 7    | 2 septembre 2016 | Arnos Vale Stadium, Kingstown, Saint-Vincent-et-les-Grenadines | Saint-Vincent-et-les-Grenadines | 0-6      | Éliminatoires Coupe du monde 2018 | 71e    | du pied droit | 0-4    |
| 3 | 7    | 2 septembre 2016 | Arnos Vale Stadium, Kingstown, Saint-Vincent-et-les-Grenadines | Saint-Vincent-et-les-Grenadines | 0-6      | Éliminatoires Coupe du monde 2018 | 90+2e  | du pied droit | 0-6    |
| 4 | 12   | 24 mars 2017     | Avaya Stadium, San José, États-Unis                            | Honduras                        | 0-6      | Éliminatoires Coupe du monde 2018 | 46e    | du pied droit | 0-4    |
| 5 | 14   | 3 juin 2017      | Rio Tinto Stadium, Sandy, États-Unis                           | Venezuela                       | 1-1      | Match amical                      | 61e    | du pied droit | 1-1    |
| 6 | 15   | 8 juin 2017      | Dick's Sporting Goods Park, Commerce City, États-Unis          | Trinité-et-Tobago               | 2-0      | Éliminatoires Coupe du monde 2018 | 52e    | du pied droit | 1-0    |
| 7 | 15   | 8 juin 2017      | Dick's Sporting Goods Park, Commerce City, États-Unis          | Trinité-et-Tobago               | 2-0      | Éliminatoires Coupe du monde 2018 | 62e    | du pied droit | 2-0    |
| 8 | 19   | 6 octobre 2017   | Orlando City Stadium, Orlando, États-Unis                      | Panama                          | 4-0      | Éliminatoires Coupe du monde 2018 | 8e     | du pied droit | 1-0    |

## Palmarès

### En club
- Borussia Dortmund (1)
  - Vainqueur de la Coupe d'Allemagne en 2017.
  - Vice-champion de Bundesliga en 2016 et 2019.
  - Finaliste de la Coupe d'Allemagne en 2016.
  - Finaliste de la Supercoupe d'Allemagne en 2017.
- Chelsea FC (3)
  - Vainqueur de la Ligue des champions de l'UEFA en 2021.
  - Vainqueur de la Coupe du monde des clubs en 2021.
  - Vainqueur de la Supercoupe de l'UEFA en 2021
  - Finaliste de la Coupe d'Angleterre en 2020, 2021 et 2022.
  - Finaliste de la Coupe de la Ligue en 2022.
  - Finaliste de la Supercoupe d'Europe en 2019.
- Milan AC (1)
  - Vainqueur de la Supercoupe d'Italie en 2024
  - Finaliste de la Coupe d'Italie en 2025.
  - Vice-champion d'Italie en 2024.

### En sélection nationale
- États-Unis (3)
  - Vainqueur de la Ligue des nations de la CONCACAF en 2021, 2023 et 2024
  - Finaliste de la  Gold Cup en 2019.